# Eosentomon luquanense
Eosentomon luquanense är en urinsektsart som beskrevs av Xie 2000. Eosentomon luquanense ingår i släktet Eosentomon och familjen trakétrevfotingar. Inga underarter finns listade i Catalogue of Life.